# داني أرندت
داني أرندت هو لاعب هوكي الجليد كندي، ولد في 26 مارس 1955.

## وصلات خارجية
- داني أرندت على موقع EliteProspects.com (الإنجليزية)
- داني أرندت على موقع HockeyDB.com (الإنجليزية)